# Quercus heterophylla
Quercus heterophylla là một loài thực vật có hoa trong họ Cử. Loài này được F.Michx. miêu tả khoa học đầu tiên năm 1811.